# 阿恩巴赫河 (布魯克巴赫河支流)
49°00′30″N 10°40′31″E / 49.00820°N 10.67524°E
阿恩巴赫河（德語：Arnbach），是德國的河流，位於該國東南部，由巴伐利亞負責管轄，屬於布魯克巴赫河的左支流，河道全長2.8公里，流域面積2.9平方公里。